# Аделаїда Паризька
Аделаїда Паризька (850/853 — 10 листопада 901) — друга дружина Людовика II, короля Західного Франкського королівства, мати принцеси Ерментруди Французької та короля Карла Простакуватого.
Аделаїда була донькою пфальцграфа Аделарда Паризького. Її пра-прадідом був Бего, граф Парижа. Її пра-прабабка, Альпеїз, дружина Бего, була позашлюбною донькою короля Людовика Благочестивого від невідомої коханки.
Карл Лисий, король Західного Франкського королівства, обрав Аделаїду в дружини своєму сину та спадкоємцю Людовику ІІ, не зважаючи на те, що той проти батькової волі уже таємно одружився з Ансгардою Бургундською. Хоча Людовик та Ансгарда вже мали двох дітей, Людовика та Карломана, Карл настояв на розірванні їхнього подружжя та укладенні шлюбу між його сином та Аделаїдою в лютому 875 року.
Втім, існували сумніви щодо законності цього одруження, пов'язані з близьким кровним рідством молодят: дід Людовика був водночас прапрадідом Аделаїди. Коли 7 вересня 878 року Папа коронував Людовика (який успадкував трон від батька за рік до того), то він водночас відмовився коронувати Аделаїду.
Людовик ІІ помер у Комп'єні 10 квітня 879 року. Аделаїда в цей час була вагітною, 17 вересня 879 року вона народила хлопчика. Народження цієї дитини призвело до суперечки між Аделаїдою та Ансгардою: Ансгарда та її сини звинувачували Аделаїду в подружній невірності, а Аделаїда, в свою чергу, заперечувала права синів Ансгарди на спадок їхнього батька. Аделаїді вдалось виграти справу. Незважаючи на це, сини Ансгарди Людовик та Карломан залишались королями поки не померли у 882 та 884 роках відповідно. Жоден з них не залишив спадкоємця, по їхній смерті почалась боротьба за трон між графом Парижу Одо та двоюрідним братом чоловіка Аделаїди Людовика ІІ Карлом Товстим.
Врешті, син Аделаїди Карл таки успадкував батьківський трон у 898 році, Аделаїда брала участь в його коронації.
Померла вона у місті Лан 10 листопада 901 року і була похована в Комп'єні, Пікардія.